# Martin Koukal
Martin Koukal, né le 25 septembre 1978 à Nové Město na Moravě, est un fondeur tchèque.
En 2003, il a obtenu le titre de champion du monde du 50 km en Italie. En Coupe du monde, il s'est surtout illustré en sprint, remportant deux podiums en 1999 et 2003.
Il est le frère du joueur de hockey sur glace Petr Koukal.

## Palmarès

### Jeux olympiques
| Épreuve / Édition       | Épreuve / Édition                | Nagano 1998                      | Salt Lake City 2002              | Turin 2006                       | Vancouver 2010                   |
| Poursuite               |                                  |                                  |                                  |                                  |                                  |
| 25 km                   | 37e                              | Épreuve inexistante à cette date | Épreuve inexistante à cette date | Épreuve inexistante à cette date |                                  |
| 20 km                   | Épreuve inexistante à cette date | 44e                              | Épreuve inexistante à cette date | Épreuve inexistante à cette date |                                  |
| 30 km                   | Épreuve inexistante à cette date | Épreuve inexistante à cette date | 21e                              | abandon                          |                                  |
| Sprint individuel       | Sprint individuel                | Épreuve inexistante à cette date | 10e                              | 15e                              | -                                |
| Sprint par équipe       | Sprint par équipe                | Épreuve inexistante à cette date | Épreuve inexistante à cette date | 10e                              | 6e                               |
| 10 km Classique         | 10 km Classique                  | 35e                              | Épreuve inexistante à cette date | Épreuve inexistante à cette date | Épreuve inexistante à cette date |
| 15 km                   |                                  |                                  |                                  |                                  |                                  |
| Classique               | Épreuve inexistante à cette date | -                                | -                                | Épreuve inexistante à cette date |                                  |
| Libre                   |                                  | Épreuve inexistante à cette date | Épreuve inexistante à cette date | 18e                              |                                  |
| 30 km                   |                                  |                                  |                                  |                                  |                                  |
| Classique               | -                                | Épreuve inexistante à cette date | Épreuve inexistante à cette date | Épreuve inexistante à cette date |                                  |
| Libre départ groupé     | Épreuve inexistante à cette date | 20e                              | Épreuve inexistante à cette date | Épreuve inexistante à cette date |                                  |
| 50 km                   |                                  |                                  |                                  |                                  |                                  |
| Classique               | -                                | -                                | Épreuve inexistante à cette date | Épreuve inexistante à cette date |                                  |
| Libre départ groupé     | Épreuve inexistante à cette date | Épreuve inexistante à cette date | 7e                               | Épreuve inexistante à cette date |                                  |
| Classique départ groupé | Épreuve inexistante à cette date | Épreuve inexistante à cette date | Épreuve inexistante à cette date | -                                |                                  |
| Relais 4 × 10 km        | Relais 4 × 10 km                 | -                                | 7e                               | -                                | Bronze                           |

### Championnats du monde
- Championnats du monde de ski nordique 2003 à Val di Fiemme  Italie:
  -  Médaille d'or sur 50 km.
- Championnats du monde de ski nordique 2005 à Oberstdorf  Allemagne:
  -  Médaille de bronze en sprint par équipes avec Dušan Kožíšek.

### Coupe du monde
- Meilleur classement final : 23e en 2003.
  - Meilleur classement en distance : 22e en 2007.
  - Meilleur classement en sprint : 16e en 2004.
- 6 podiums : 
  - 4 podiums en épreuve par équipe : 1 victoire et 3 troisièmes places.
  - 2 podiums en épreuve individuelle : 1 deuxième place et 1 troisième place.

 Dernière mise à jour le 16 mars 2010 